# جام ولایت (۱۳۹۰)
جام ولایت ۱۳۹۰ جام فوتبال دوستانه سه‌جانبه‌ای بود که در سال ۱۳۹۰ با شرکت پرسپولیس، استقلال و ناسیونال پاراگوئه در تهران برگزار شد.
تیم پرسپولیس با ۴ امتیاز قهرمان این مسابقات شد، ناسیونال پاراگوئه با ۳ امتیاز دوم و استقلال با یک امتیاز سوم شد همچنین هادی نوروزی به عنوان بازیکن برتر مسابقات انتخاب شد.

## شرکت کنندگان
سه تیم در "جام ولایت ۱۳۹۰" شرکت کردند.
- پرسپولیس (از  ایران)
- ناسیونال (از  پاراگوئه)
- استقلال (از  ایران)

## جدول پایانی
| تیم      | بازی | برد | مساوی | باخت | گ. ز | گ. خ | ت. گ | امتیاز |
| -------- | ---- | --- | ----- | ---- | ---- | ---- | ---- | ------ |
| پرسپولیس | ۲    | ۱   | ۱     | ۰    | ۳    | ۲    | ۱+   | ۴      |
| ناسیونال | ۲    | ۱   | ۰     | ۱    | ۱    | ۱    | ۰    | ۳      |
| استقلال  | ۲    | ۰   | ۱     | ۱    | ۲    | ۳    | ۱-   | ۱      |

## مسابقات
| پرسپولیس                     | ۱–۰   | ناسیونال         |
| ---------------------------- | ----- | ---------------- |
| نوروزی ۸۵' (پنالتی) · فشنگچی | گزارش | میرس '۸۳ · راموس |

| استقلال            | ۰–۱   | ناسیونال                                |
| ------------------ | ----- | --------------------------------------- |
| امیرآبادی ک. رحمتی | گزارش | ردریگو تیشیرا ۶۵' · گوستاوو دوگوئرا · ؟ |

| پرسپولیس                                                   | ۲–۲   | استقلال                                    |
| ---------------------------------------------------------- | ----- | ------------------------------------------ |
| نوروزی ۶' (پنالتی) ۴۶' · معمارزاده · مامادو تال · محمد '۸۰ | گزارش | برهانی ۳۳' · عمران‌زاده ۷۰' · شیرزاد · زندی |

## آمار

### بهترین گلزنان
| مقام                            | بازیکن              | باشگاه              | گل‌ها |
| ------------------------------- | ------------------- | ------------------- | ---- |
| ۱                               | هادی نوروزی         | پرسپولیس            | ۳    |
| ۲                               | آرش برهانی          | استقلال             | ۱    |
| ۲                               | حنیف عمران‌زاده      | استقلال             | ۱    |
| ۲                               | ردریگو تیشیرا       | ناسیونال            | ۱    |
| _                               | گل به خودی          | گل به خودی          | ۰    |
| _                               | پنالتی              | پنالتی              | ۲    |
| _                               | باخت‌های فنی ۳–۰     | باخت‌های فنی ۳–۰     | ۰    |
| مجموع گل‌ها \|align="center"\| ۶ |                     |                     |      |
| مجموع بازی‌ها                    | مجموع بازی‌ها        | مجموع بازی‌ها        | ۳    |
| متوسط گل در هر بازی             | متوسط گل در هر بازی | متوسط گل در هر بازی | ۲    |

### کارت‌ها
| رتبه  | بازیکن          | باشگاه            |   |   |   | مجموع |
| ----- | --------------- | ----------------- | - | - | - | ----- |
| ۱     | علیرضا محمد     | پرسپولیس          | ۲ | ۱ | ۰ | ۲     |
| ۲     | مارکوس میرس     | ناسیونال پاراگوئه | ۰ | ۰ | ۱ | ۱     |
| ۳     | هادی نوروزی     | پرسپولیس          | ۱ | ۰ | ۰ | ۱     |
| ۳     | امیرحسین فشنگچی | پرسپولیس          | ۱ | ۰ | ۰ | ۱     |
| ۳     | راموس           | ناسیونال پاراگوئه | ۱ | ۰ | ۰ | ۱     |
| ۳     | مهدی امیرآبادی  | استقلال           | ۱ | ۰ | ۰ | ۱     |
| ۳     | میثاق معمارزاده | پرسپولیس          | ۱ | ۰ | ۰ | ۱     |
| ۳     | مامادو تال      | پرسپولیس          | ۱ | ۰ | ۰ | ۱     |
| ۳     | جواد شیرزاد     | استقلال           | ۱ | ۰ | ۰ | ۱     |
| ۳     | فریدون زندی     | استقلال           | ۱ | ۰ | ۰ | ۱     |
| ۳     | کیانوش رحمتی    | استقلال           | ۱ | ۰ | ۰ | ۱     |
| ۳     | گوستاوو دوگوئرا | ناسیونال پاراگوئه | ۱ | ۰ | ۰ | ۱     |
| مجموع | مجموع           | مجموع             | ۹ | ۱ | ۱ | ۱۱    |